# Distretto di Los Morochucos
Il distretto di Los Morochucos è uno degli otto distretti della provincia di Cangallo, in Perù. Si trova nella regione di Ayacucho e si estende su una superficie di 262,59 chilometri quadrati.

Istituito il 12 aprile 1957, ha per capitale la città di Pampa Cangallo; nel censimento del 2005 contava 8.016 abitanti.